# Bereitschaftsbetrieb

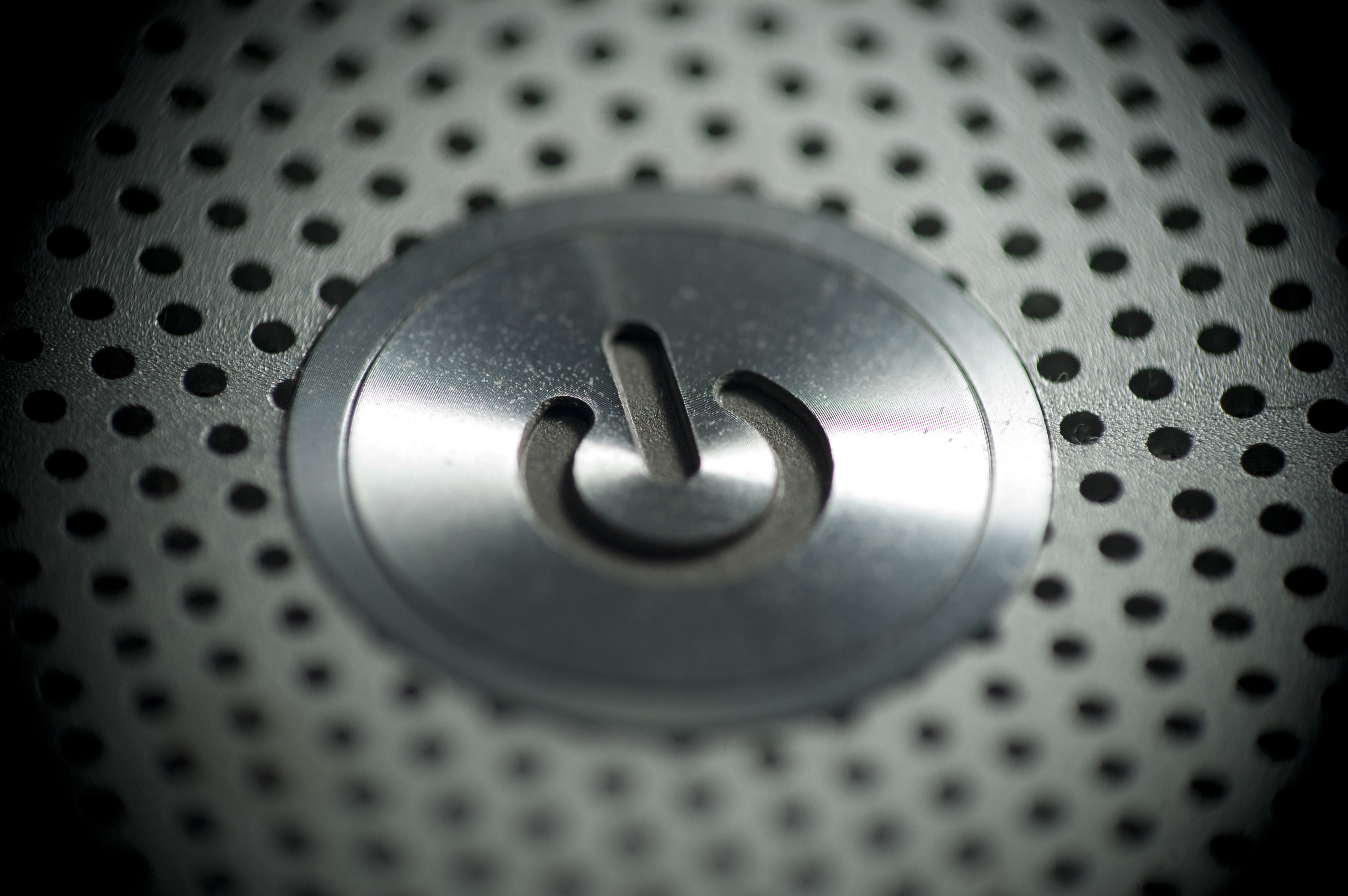
Schalter an einem Elektrogerät, auf dem das Standby-Symbol (IEC 60417-5009) zu sehen ist. Obwohl häufig auch als Power-Taste bezeichnet, schaltet er nicht die Stromzufuhr ab, sondern fährt das Gerät nur hoch/herunter.

Der Bereitschaftsbetrieb oder Standby-Betrieb (auch Wartebetrieb) ist der Zustand eines technischen Gerätes, in dem die eigentliche Nutzfunktion temporär deaktiviert ist, aber jederzeit und ohne Vorbereitungen oder längere Wartezeiten wieder aktiviert werden kann. Für das Halten des Bereitschaftszustandes ist im Regelfall eine bestimmte, gegenüber dem Normalbetrieb reduzierte Leistungsaufnahme notwendig. Beispiele mit Bereitschaftsbetrieb sind unter anderem Geräte aus dem Bereich der Unterhaltungselektronik wie Fernseher, DVD-Player und Computer. Der Schein-Aus ist ebenfalls ein Zustand mit Leistungsbedarf, der aber im Gegensatz zum Bereitschaftsbetrieb keine Nutzfunktion bereitstellt.
Die Ökodesign-Richtlinie der EU, die 2008 beschlossen wurde, 2010 in Kraft trat und 2014 verschärft wurde, begrenzt den Leistungsbedarf im Schein-Aus- und Bereitschaftsbetrieb. So dürfen Geräte im Schein-Aus nicht mehr als 0,5 Watt aufnehmen, Netzteile mit einer Leistung kleiner 50 Watt sogar nur 0,3 Watt. Wenn diese Geräte im Bereitschaftsbetrieb zusätzliche Funktionen erfüllen, z. B. die Uhrzeit anzeigen, dann dürfen sie 1 Watt aufnehmen.

## Allgemeines
Im Bereich der Unterhaltungselektronik wird die Betriebsbereitschaft häufig durch das Ausschalten eines Gerätes mittels Fernbedienung eingeleitet (Bereitschafts- bzw. Standby-Taste). Während der Betriebsbereitschaft kann das Gerät jederzeit wieder per Fernbedienung aktiviert werden, ohne dass hierzu ein direkter Eingriff am Gerät notwendig ist, was als komfortabel erachtet wird. Da jedoch die Notwendigkeit besteht, zumindest die Schaltung zur Verarbeitung der Fernsteuersignale aktiviert zu lassen, verbraucht das Gerät im Bereitschaftsbetrieb weiterhin elektrische Energie.
Es wird im Bereitschaftsbetrieb, im Vergleich zur vollen Nutzung, nur eine kleine Leistung benötigt. Der Jahresverbrauch des Standbys kann trotzdem den des Betriebs übersteigen. Wenn beispielsweise ein Videorecorder im Betrieb rund 25 W aufnimmt und 400 Stunden im Jahr genutzt wird, so ergibt das für den Betrieb 10 kWh. Benötigt er im Standby-Betrieb nur 4 W, so summiert sich diese Leistungsaufnahme bei 8760 Bereitschaftsstunden im Jahr auf rund 35 kWh.
Um Energie zu sparen, verfügen verschiedene Geräte über eine Funktion zur automatischen Teilabschaltung, beispielsweise eine reduzierte Helligkeit bei LCD-Bildschirmen, bei längerer Inaktivität. Damit soll der Bereitschaftsbetrieb das vollständige Ausschalten nicht ersetzen, sondern helfen, in nutzungsfreier Zeit die Leistungsaufnahme der Geräte zu senken.

## Computer
Bei Computern werden im Bereitschaftsbetrieb große Teile der internen Elektronik abgeschaltet, die aber schnell wieder aktiviert werden können, um ein möglichst sofortiges Weiterarbeiten zu ermöglichen. Zum Beispiel sind die Verringerung der Taktfrequenz oder ein sogenannter Sleep-Modus für den Prozessor und die Abschaltung von Festplatten üblich und zählen zu dem Bereitschaftsbetrieb.
Damit können Bereitschaftsmodi durch die Vermeidung eines zeitaufwendigen Neustarts zur Energieeinsparung genutzt werden. Allerdings ist der Rechner nicht vollständig abgeschaltet und verbraucht weiterhin Strom, typischerweise 2 % bis 10 % des Normalverbrauches. Daher ist bei längeren Nutzungspausen ein vollkommenes Abschalten besser geeignet, um Energie zu sparen. Bei Personal Computern sind üblicherweise unterschiedliche Bereitschaftsmodi oder -zustände verfügbar mit unterschiedlich weitgehenden Teilabschaltungen oder der Herunterregelung von unterschiedlich vielen Geräten. Die technische Umsetzung erfolgt üblicherweise über das Advanced Configuration and Power Interface (ACPI), über das die Bereitschaftsbetriebszustände „S1“ bis „S5“ aufrufbar sind.
Beim sogenannten „suspend to RAM“ (englisch, auch „suspend to memory“) wird der aktuelle Zustand des Arbeitsspeichers eingefroren und die meisten Systemkomponenten werden abgeschaltet. Lediglich der Arbeitsspeicher (RAM) wird über die Standby-Leitung des ATX-Netzteils weiterhin mit Strom versorgt, da sonst die gespeicherten Daten verlorengehen würden. Der PC wirkt äußerlich nun fast, als sei er ganz ausgeschaltet, meist ist nur noch eine Kontrollleuchte eingeschaltet, die langsam blinkt oder die Farbe wechselt. Sobald der Nutzer ein Eingabegerät benutzt, also zum Beispiel die Tastatur betätigt (in manchen Fällen reicht auch die Maus), wird der Computer wieder in den Betriebsmodus gebracht, und nach wenigen Sekunden kann der Nutzer weiterarbeiten.
Weitergehend als ein Bereitschaftsmodus definiert ist der Ruhezustand („suspend to disk“, ACPI-Zustand „S4“), bei dem das Gerät gar nicht mehr in Betrieb bleiben muss, da der Betriebszustand in nichtflüchtigen Speichern erhalten wird. So wird im Ruhezustand keine Energie verbraucht, wobei allerdings sowohl das Versetzen in den Ruhezustand („Einschlafen“) als auch die Reaktivierung („Aufwachen“) wesentlich länger dauert als beim Bereitschaftsmodus.
Siehe auch: Grüne IT

## Leistungsbedarf

### Messung
Handelsübliche elektronische Stromzähler sind bei gemessenen Leistungen kleiner 2 W oft ungenau, Messfehler über 10 % sind nicht ungewöhnlich. Außerdem müssen Effektivwerte (RMS) gemessen werden, was insbesondere bei Verbrauchern mit nichtsinusförmigem Stromverlauf und bei unterschiedlichen Formfaktoren wesentlich ist.

### Reduzierung

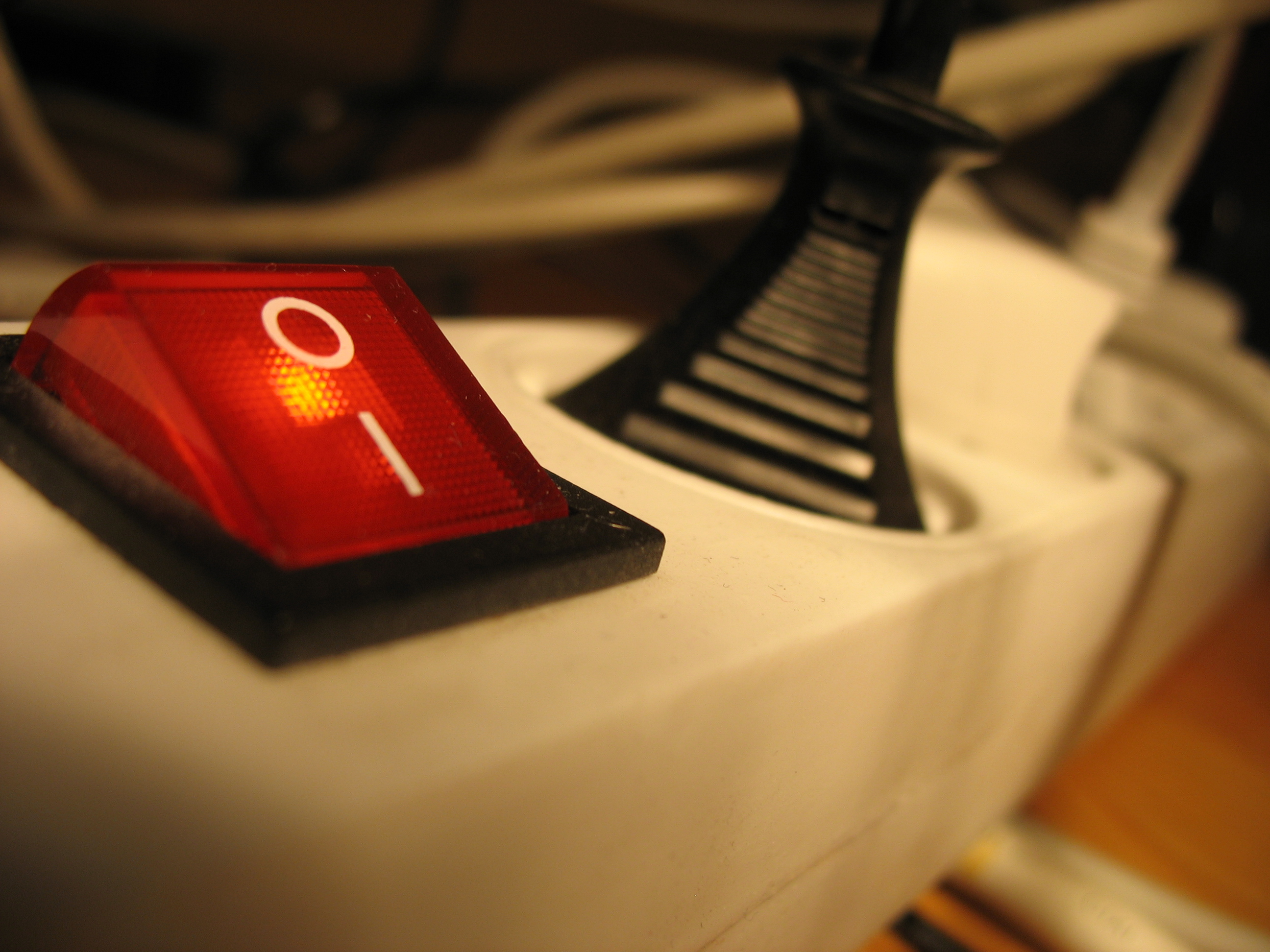
Schaltbare Steckdosenleiste

Der Leistungsbedarf kann durch Schaltungstechnik verringert werden, Standby-Leistungen im zweistelligen Milliwattbereich sind bei Netzteilen mit weniger als 5 W mit moderaten Mehrkosten möglich. Der Benutzer kann, im Regelfall unter Verzicht der Bereitschaftsleistung wie das Einschalten mittels Fernbedienung, den Verbraucher von der Netzspannung trennen. Das kann durch primärseitige Netzschalter direkt am Gerät erfolgen. Dabei besteht das Problem, dass für den Benutzer nicht immer ersichtlich ist, ob der Netzschalter primärseitig angebracht ist. Weitere einfache Methoden sind das Abstecken des betreffenden Gerätes, die Verwendung einer schaltbaren Steckdosenleiste oder eine Master-Slave-Steckdose.
Fernbedienbare Steckdosen oder Zeitschaltuhren brauchen für ihren Betrieb etwa 1 Watt, wodurch es nur bei verschwenderischen Geräten einen Einspareffekt gibt.
Funktionsbedingt erfordern eine Reihe von Geräten und Einrichtungen eine ununterbrochene Energieversorgung und befinden sich im Normalfall im durchgängigen Bereitschaftsbetrieb. Dazu zählen beispielsweise Telefonanlagen, Gefahrenmeldeanlagen, Messeinrichtungen und Fernwirkeinrichtungen, aber auch netzbetriebene Uhren. Auch Tintenstrahldrucker führen oft bei Spannungswiederkehr eine Druckkopfreinigung durch, die Stromersparnis wird dann mit Tintenverschwendung erkauft. Manche OLED-Bildschirme führen im Bereitschaftszustand interne Wartungsvorgänge aus, die häufige Netztrennung führt dann zu verringerter Lebensdauer.